# Иорданская коммунистическая партия
Иорданская коммунистическая партия (араб. الحزب الشیوعی الاردنی‎, ИКП) — левая политическая партия в Иордании.

## История
Партия была основана нелегально 25 ноября 1943 года под названием Лига национального освобождения Палестины.
В 1951 году партия стала называться Иорданская коммунистическая партия. В своей программе 1954 года поставила целью ликвидацию господства феодализма и монархии в Иордании посредством союза рабочего класса с крестьянством и мелкой буржуазией.
В мае 1954 года по её инициативе создается Национальный фронт для участия в парламентских выборах. На парламентских выборах 1956 Национальный фронт получил 3 места (из них 2 — ИКП). В январе 1957 года король Хусейн обвинил коммунистов в сотрудничестве с Израилем и партия была запрещена. Репрессированные тогда члены ИКП были освобождены только в 1967 году; тогда же разрешили вернуться покинувшим страну, включая первого секретаря ИКП Фуада Нассара. 
В программных документах партии традиционно важная роль отводится арабской солидарности и поддержке Палестины. Палестинская коммунистическая партия в 1982 году покинула ряды ИКП; собственно иорданская партия также пережила ряд расколов.
Партия легализовалась только в 1993 году. Принимала участие в протестах во время «Арабской весны».